# Лыжный переход Тюмень — Москва
Лыжный переход Тюмень — Москва — лыжный переход в СССР, совершенный в 1935 году.
Длина перехода — 2130 километров. Длительность — 51 день, из них 40 — ходовых. Среднесуточный переход 53,2 км.

## История
В январе 1934 года шесть лыжников 65-й стрелковой дивизии (территориальной) Красной Армии совершили лыжный переход из Тюмени в Москву с рапортом XVII съезду ВКП(б).
В феврале 1935 года пять женщин — жёны командно-начальствующего состава той же дивизии — Ирдуган Филаида (1901 года рождения), Уголкова Нина (1910 года рождения), Дьяченко Клавдия (1912 года рождения), Вагина Таисия (1908 года рождения) и Улитина Вера (1916 года рождения) решили повторить этот маршрут. «Пятёрка дерзких», как прозвали их тюменцы, во главе с командиром Николаем Карталовым стартовала из Тюмени 2 января и финишировала в Москве 22 февраля 1935 года.
5 марта 1935 года в советских газетах был опубликован приказ № 37 Наркома обороны Союза ССР К. Е. Ворошилова:

«Жены командиров энской дивизии тт. Ирдуган Финаида, Уголькова Нина, Вагина Таисия, Дьяченко Клавдия и Улитина Вера 22 февраля с. г. блестяще завершили лыжный переход Тюмень — Москва. 2100 километров в 40-градусные морозы, в бураны и сильную оттепель пройдены отважными лыжницами за 53 дня (из них 40 ходовых) со средней скоростью 52,5 км в сутки. Переход этот не имеет себе равных в истории зимнего спорта. Не только доблестные его участницы, но и вся Красная Армия может гордиться этой победой. Награждаю участниц перехода золотыми именными часами. Объявляю благодарность командиру дивизии т. Гаврюшенко за хорошо поставленную физкультурную работу среди жен начальствующего состава».

Одна из лыжниц описывала в дневнике условия перехода:

«Стартовали из Тюмени 2 января 1935 года в 10 часов утра. В честь этого события на площади были выстроены части тюменского гарнизона… 5 января прошли Камышлов, мороз 45 °С, сильный ветер. Идти очень тяжело. 14 января вышли из Свердловска, где нас встречали и провожали торжественно. 21 января разыгралась буря… прошли Сарапул и Агрыз… Кругом воют волки. Разгоняли их выстрелами из винтовки. 2 февраля нас встречали в Казани. После недолгого отдыха снова в путь. Финиш в Москве, в Люберцах на стадионе Юных пионеров…»